# Facundo Pieres
Facundo Pieres (Buenos Aires, 19 de mayo de 1986) es un jugador de polo argentino con 10 goles de hándicap. Jugará en el equipo Ellerstina-Chapaleufú a partir de 2025.

## Biografía
Facundo Pieres nació en una familia de jugadores de polo, es el tercer hijo de Cecilia Rodríguez Piola y Gonzalo Pieres (n 1955), jugador de polo. Tiene cuatro hermanos: Tatiana Pieres (1979), Gonzalo Pieres (h) (n. 1982), Nicolás Pieres (n. 1991) y Cecilia Pieres (n. 1992). Sus hermanos Gonzalo Pieres y Nicolás Pieres, y su primo Pablo "Polito" Pieres, son también jugadores de polo. Estuvo casado con Agustina Wernicke desde diciembre del 2013. A principios de 2022 comenzó a salir con la modelo y conductora Zaira Nara.

## Carrera
Su carrera empezó en 1996, cuando ganó la Copa Potrillos con el equipo Ellerstina Junior, el cual era un equipo subsidiario por Ellerstina, club fundado por su padre y por el magnate de medios de comunicación australianos, Kerry Packer. Desde entonces, juega en Argentina, Reino Unido y los Estados Unidos. 
En 2003 debutó en el Campeonato Argentino Abierto de Polo en Ellerstina junto a su hermano Gonzalo y los hermanos Pablo y Matías Mac Donough. En 2008 ganó la Copa de la Reina (Inglaterra), aunque no participó en el partido final, debido a un herida, y en 2013 jugó en el equipo de Zacara jugando con Lydon Lea, Hilario Ulloa, y Matias González.
A los 18 años alcanzó el hándicap de 10 goles.
Con el equipo de Ellerstina ganó el Abierto de Palermo en 2008, 2010 y 2012 (siendo subcampeón en nueve oportunidades: 2005, 2007, 2009, 2011, 2014, 2015, 2016, 2017 y 2019), el Abierto de Hurlingham en 2005, 2007, 2009, 2010, 2016, 2017, 2018 y 2020, y el Abierto de Tortugas en 2005, 2007, 2008, 2009, 2010, 2011, 2012, 2019 y 2020. Consiguió la Triple Corona en 2010. También ganó el Abierto del Jockey Club. Obtuvo el Premio Konex - Diploma al Mérito en 2010 como uno de los 5 mejores polistas de la década.
En diciembre de 2023 se consagró campeón del Argentino Abierto luego de 11 años con el equipo la Natividad. En septiembre de 2024 Pieres marcó el gol de la victoria en la final del Abierto de Hurlingham frente a La Dolfina. Anotó el tanto decisivo a 30 segundos de la campana final y el partido finalizó a favor de la Natividad por 13 a 12. En la final del Abierto Argentino 2024 La Natividad derrotó a La Dolfina por 13-11 y defendió el título conseguido el año anterior. Pieres fue autor de tres goles para el equipo campeón.
En diciembre de 2024 se conoció que Facundo Pieres dejaría La Natividad para jugar la Triple Corona 2025 en el equipo Ellerstina-Chapaleufú. Los otros integrantes del equipo serán su hermano Gonzalo Pieres, Antonio Heguy y Cruz Heguy.